# Ерік Гілтон
Ерік Гілтон (англ. Eric Hilton, народився в 1967 році в Роквіллі) — американський ді-джей, мультиінструменталіст, композитор і продюсер, співзасновник (разом з Робом Гарзою) гурту Thievery Corporation. Також володіє близько десятком барів і ресторанів у Вашингтоні, округ Колумбія.

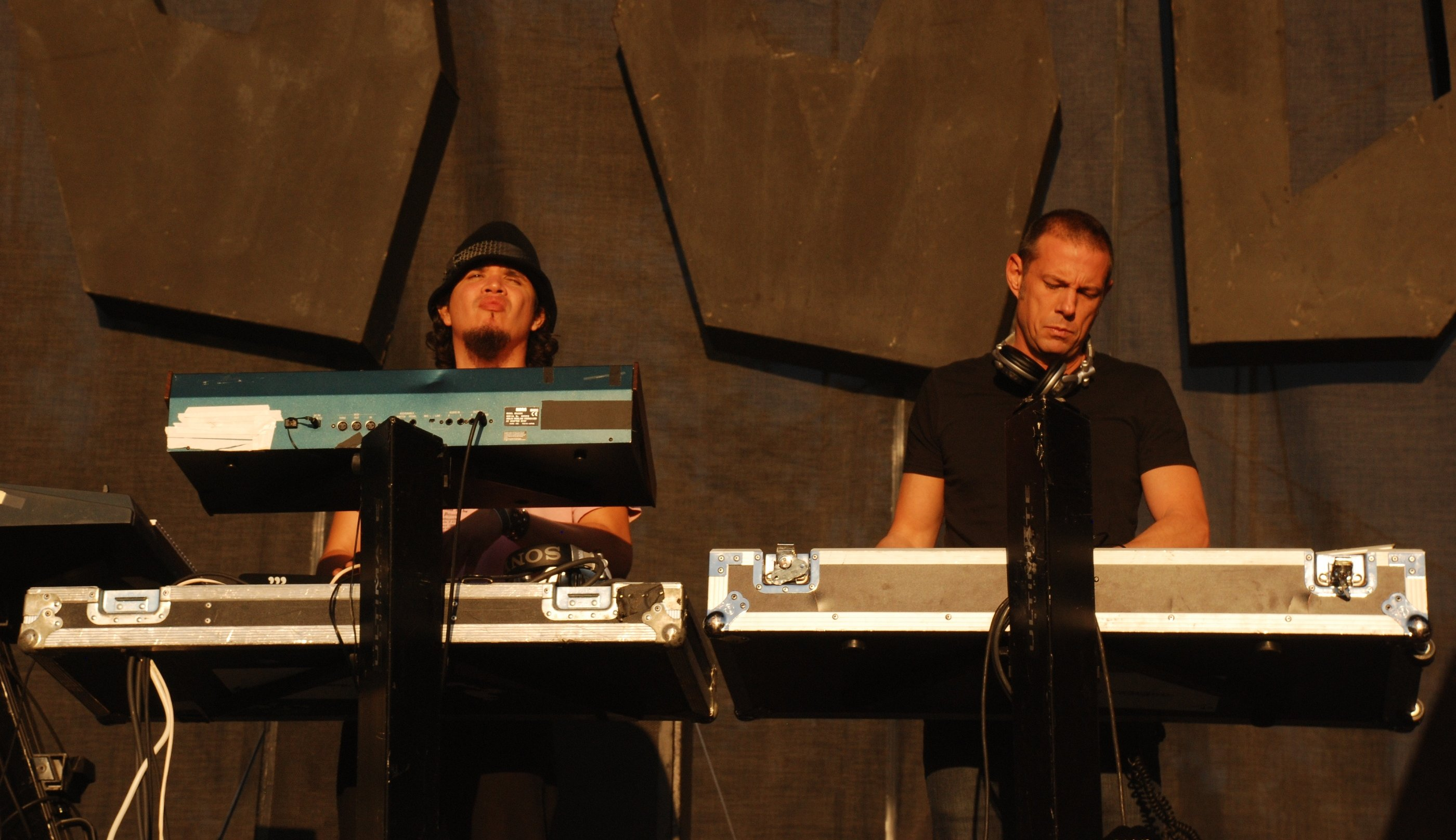
Роб Гарза та Ерік Хілтон

## Біографія і творчість

### Витоки
Ерік Хілтон народився в 1967 році в Роквіллі. Уже в підлітковому віці він цікавився музикою, особливо панк-роком і новою хвилею. У 17 років відкрив для себе босанову. У 18 років переїхав до Вашингтона, де влаштувався ді-джеєм у місцевих клубах і організатором заходів у безлюдних універмагах.

### Thievery Corporation
У 1995 році він заснував музичний клуб Eighteenth Street Lounge у Вашингтоні. Там він познайомився з Робом Гарзою, також діджеєм. Зустріч відбулася завдяки їхньому спільному знайомому. Потім вони вирішили створити групу, яку назвали Thievery Corporation. Гурт дебютував у 1996 році з альбомом Sounds from the Thievery Hi-Fi, присвяченим одному з майстрів боса-нови Антоніо Карлосу Жобіму. Він запропонував інструментальну музику в стилі, проміжному між тріп-хопом і есид-джазом. Гарза та Хілтон використовували такі різноманітні музичні жанри, як: спейс-рок, хіп-хоп, індійський тріп-хоп, даб, французькі пісні про кохання та шугейз, поєднуючи їх із надзвичайною цілісністю.

### Кінодебют
У 2009 році Ерік Хілтон дебютував як режисер фільмом «Вавилонський центр», сценарій для якого він написав трьома роками раніше разом з Філіпом Гоукеном. Фільм, що розповідає про вигадану історію кур'єра, який виступає вночі в ролі ді-джея, знімався з осені 2006 року до першої половини 2007 року. Після зйомок Гілтон майже два роки працювала з Робін Белл над остаточною формою фільму. Готовий продукт був доступний як у фізичному, так і в цифровому вигляді на веб-сайті магазину ESL Music.

### Позамузичні види діяльності
Ерік Гілтон також володіє понад десятком барів і ресторанів у Вашингтоні, округ Колумбія. Свою діяльність у цій індустрії він продовжував паралельно з музичною діяльністю. У 2007 році він відкрив Marvin, ресторан у бельгійському стилі, який став улюбленим молодим персоналом Білого дому під час першого терміну президента США Барака Обами. Він і його брат Ян розвідали, а потім придбали кілька інших барів і ресторанів на U Street. Заклади Гілтона різноманітні за стилем: Brixton (паб у британському стилі), Satellite Room (дайвінг у стилі Лос-Анджелеса), American Ice Company (корчма в американському сільському стилі), El Rey (такерія).